# روبرتو ویسنتینی
روبرتو ویسنتینی (زادهٔ ۲ ژوئن ۱۹۵۷) رکابزن حرفه‌ای سابق اهل ایتالیا است که در رشتهٔ دوچرخه‌سواری جاده فعالیت می‌کرد. او توانست در سال ۱۹۸۶ برندهٔ جیرو دیتالیا شود.

## زندگی‌نامه
ویسنتینی در گاردونه ریویرا در استان برشا زاده شد و دوران جوانی درخشانی داشت. در سال ۱۹۷۵ توانست هم قهرمان جوانان ایتالیا و هم قهرمان جوانان جهان شود. همچنین در سال ۱۹۷۷ قهرمان تایم تریل آماتور جهان شد.
ویسنتینی در سال ۱۹۷۸ حرفه‌ای شد و در همان سال، بهترین رکابزن جوان جیرو دیتالیا شد. در سال ۱۹۷۹ در مسابقات قهرمانی دوچرخه‌سواری پیست ایتالیا قهرمان رشتهٔ تعقیبی شد. در سال ۱۹۸۰ برندهٔ دو مرحلهٔ ووئلتا اسپانیا شد. همچنین در جیرو دیتالیا رتبهٔ نهم را به دست آورد. در سال ۱۹۸۱ قهرمانی تور ترنتینو را به دست آورد و در سال ۱۹۸۲ برندهٔ مسابقهٔ باراکی شد. در سال ۱۹۸۳ قهرمان تیرنو–آدریاتیکو و نایب قهرمان تور باسک شد. در جیروی ۱۹۸۳ با کسب مقام دوم تایم تریل مرحلهٔ ۱۳ به رتبهٔ دوم رده‌بندی اصلی صعود کرد و با اختلاف بیش از دو دقیقه پشت سر جوزپه سارونی قرار گرفت. سپس در تایم تریل مرحلهٔ پایانی پیروز شد و با فاصلهٔ ۶۷ ثانیه نسبت به سارونی، بر سکوی دوم جیرو ایستاد.
در سال ۱۹۸۴ برندهٔ پرولوگ تور ترنتینو و یک مرحله در تیرنو–آدریاتیکو شد. در جیرو تا پایان مرحلهٔ در رتبهٔ دوم بود و یک پیروزی نیز به دست آورد؛ ولی در مرحلهٔ نوزدهم از جمع رکابزنان برتر خارج شد. ویسنتینی در تور ۱۹۸۴ نیز شرکت کرد؛ ولی در مرحلهٔ چهاردهم کناره‌گیری کرد.
در جیروی ۱۹۸۵ ویسنتینی پیراهن صورتی را در مرحلهٔ چهارم به تن کرد؛ ولی در تایم تریل مرحلهٔ ۱۲ آن را به برنار اینو داد. سپس در مرحلهٔ نوزدهم به دلیل بیماری وادار به انصراف از ادامهٔ جیرو شد.
در آغاز فصل ۱۹۸۶ ویسنتینی برندهٔ مسابقهٔ میلان–وینیولا شد و در مسابقهٔ قهرمانی جادهٔ ایتالیا بر سکوی دوم ایستاد. در جیرو، با پیروزی در مرحلهٔ ششم و دوم شدن در تایم تریل مرحلهٔ ۱۲ به رتبهٔ سوم رسید. در مرحلهٔ ۱۴ جامباتیستا برونکلی را پشت سر گذاشت و به فاصلهٔ ۷۰ ثانیه پشت سر سارونی در رتبهٔ دوم قرار گرفت. سپس در مرحلهٔ ۱۶ جزء گروه پیشتازی بود که بیش از ۲ دقیقه جلوتر از گروه اصلی به خط پایان رسید و توانست با برتری ۶۶ ثانیه‌ای نسبت به سارونی، رهبر رده‌بندی اصلی شود. در مراحل بعد نیز به خوبی از مقام خود دفاع کرد و تنها قهرمانی خود در جیرو دیتالیا را به دست آورد.
در جیروی ۱۹۸۷ ویسنتینی برندهٔ پرولوگ شد و پیراهن صورتی را به تن کرد؛ ولی در مرحلهٔ بعد، آن را از دست داد. تایم تریل تیمی مرحلهٔ چهارم با برتری تیم کاررا به پایان رسید و ویسنتینی پشت سر هم‌تیمی خود استفن روچ در رتبهٔ دوم قرار گرفت. سپس در تایم تریل انفرادی مرحلهٔ ۱۳ پیروز شد و دوباره با برتری بیش از ۲ دقیقه نسبت به روچ، رهبری مسابقه را به دست گرفت. پیروزی او در این مرحله، آخرین پیروزی مهم ویسنتینی بود. در مرحلهٔ ۱۵، ویسنتینی ۶ دقیقه دیرتر از گروه پیشتاز ۱۲ نفره شامل روچ، تونی رومینگر، مارینو لخارتا و اریک بروکینک از خط پایان گذشت و در رده‌بندی اصلی به رتبهٔ هفتم سقوط کرد. روچ از دستور تیمی سرپیچی کرد و با گروه پیشتاز فرار کرد. تیم کاررا رهبری گروه تعقیب‌کننده را به عهده گرفت؛ ولی پس از مدتی هم‌تیمی‌های ویسنتینی عقب ماندند و او به تنهایی به تعقیب گروه پیشتاز پرداخت؛ اما نتوانست فاصله را کاهش دهد. او در مرحلهٔ ماقبل آخر زمین‌خورد و از حضور در مرحلهٔ پایانی انصراف داد.
ویسنتینی در سال‌های بعد نتوانست موفقیت قابل توجهی به دست آورد و در سال ۱۹۹۰ بازنشسته شد.

## نتایج در گرند تورها
| گرند تور       | ۱۹۷۸ | ۱۹۷۹ | ۱۹۸۰ | ۱۹۸۱ | ۱۹۸۲   | ۱۹۸۳ | ۱۹۸۴   | ۱۹۸۵   | ۱۹۸۶ | ۱۹۸۷   | ۱۹۸۸ | ۱۹۸۹ | ۱۹۹۰   |
| -------------- | ---- | ---- | ---- | ---- | ------ | ---- | ------ | ------ | ---- | ------ | ---- | ---- | ------ |
| جیرو دیتالیا   | ۱۵   | ۱۰   | ۹    | ۶    | ناتمام | ۲    | ۱۸     | ناتمام | ۱    | ناتمام | ۱۳   | —    | ۲۶     |
| تور دو فرانس   | —    | —    | —    | —    | —      | —    | ناتمام | ۴۹     | —    | —      | ۲۲   | —    | —      |
| ووئلتا اسپانیا | —    | —    | ۱۵   | —    | —      | —    | —      | —      | —    | —      | —    | —    | ناتمام |